# Локалидад син Номбре, Хосе Р. Наваро В. (Тустла Гутијерез)
Локалидад син Номбре, Хосе Р. Наваро В. (шп. Localidad sin Nombre, José R. Navarro V.) насеље је у Мексику у савезној држави Чијапас у општини Тустла Гутијерез. Насеље се налази на надморској висини од 860 м.

## Становништво
Према подацима из 2005. године у насељу је живео 1 становник.

### Хронологија
| Година       | 2000 | 2005 |
| ------------ | ---- | ---- |
| Становништво | 5    | 1    |

### Попис
| # | Индикатор                        | Вредност |
| - | -------------------------------- | -------- |
| 1 | Укупно појединачних домаћинстава | 1        |